# Pilbara
Koordinaten: 21° 0′ S, 119° 30′ O

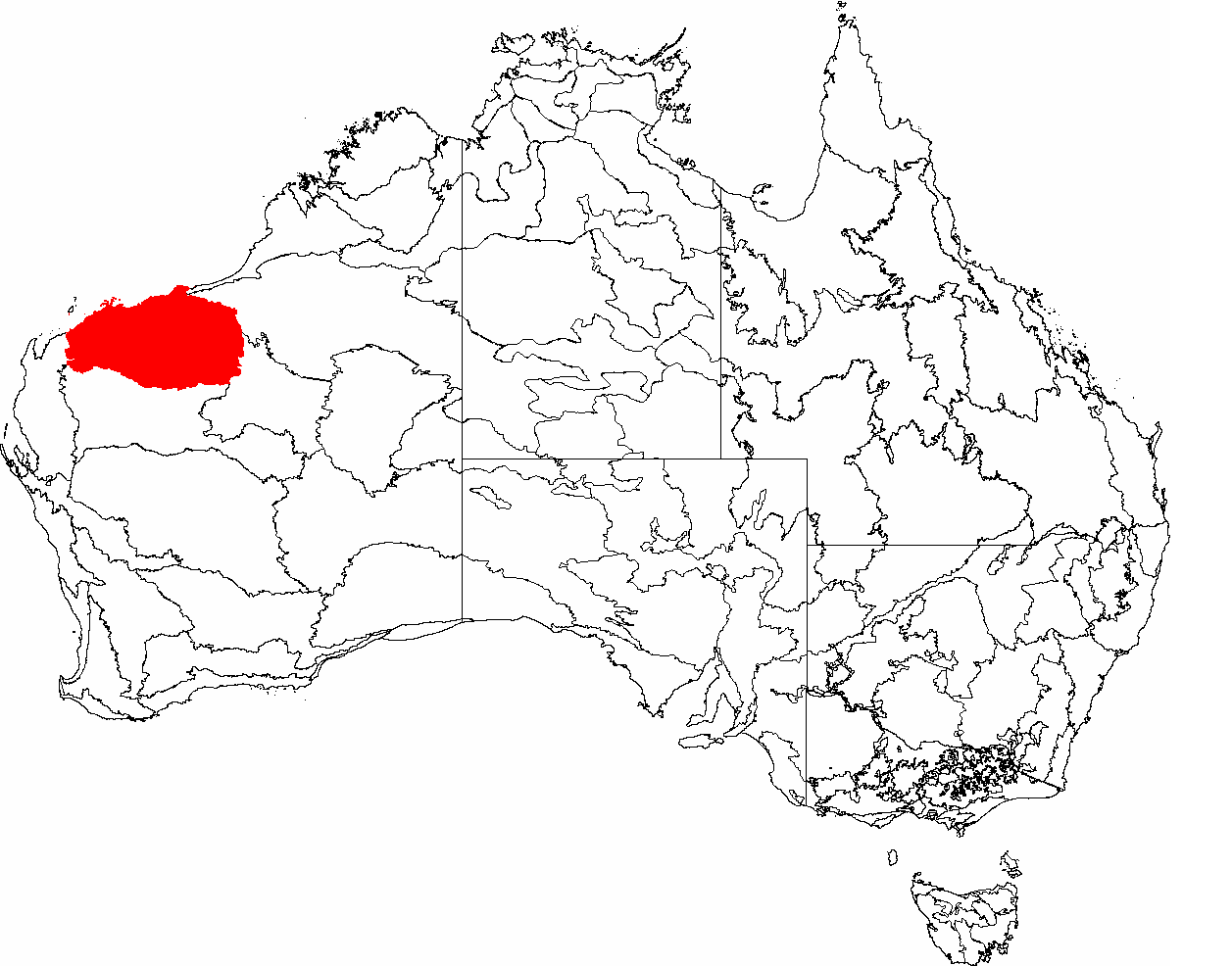
Pilbara nach dem Interim Biogeographic Regionalisation of Australia (IBRA)

Pilbara ist eine der neun Regionen von Western Australia. Sie ist südlich der Kimberley-Region gelegen und besteht aus den Bezirken Ashburton Shire, East Pilbara Shire, Port Hedland Town und Karratha City.

## Überblick
Die Pilbara-Region hat inklusive der Inseln vor der Küste eine Fläche von 507.896 km² und mehr als 67.000 Einwohner, von denen der größte Teil im westlichen Drittel der Region lebt. Die meisten Einwohner leben direkt in den größeren Städten der Region Port Hedland, Karratha, Marble Bar, Newman oder Tom Price. Einige Pendler arbeiten ebenfalls dort; allerdings pendeln sie hauptsächlich mit dem Flugzeug, nicht mit dem Auto.

## Geographie
Die Region lässt sich geographisch in drei Einheiten gliedern. Im westlichen Drittel herrschen sandige Küstenlandschaften vor; in diesem Teil lebt der Großteil der Bevölkerung und dort sind auch die größeren Handels- und Wirtschaftszentren vorzufinden. Im östlichen Drittel findet sich praktisch nur Wüste und bis auf einige Aborigine-Siedlungen ist es überaus dünn besiedelt. Dazwischen findet sich eine Region äußerst ergiebiger natürlicher Rohstoffvorräte, in denen ein beachtlicher Anteil der australischen Schwerindustrie angesiedelt ist. In diesem Teil finden sich darüber hinaus einige Naturattraktionen wie z. B. spektakuläre Flussschluchten (Gorge, vergleichbar einem Canyon) oder Mount Bruce (1235 m) und Mount Meharry (1251 m), die höchsten Berge Westaustraliens.

## Geologie
In der Pilbara Region finden sich Versteinerungen aus der Gruppe der ältesten Lebensformen, die bisher gefunden wurden – Stromatolithen im Alter von fast 3,5 Milliarden Jahren. Das älteste Material fand sich in der 3.490 Millionen Jahre alten Dresser-Formation, Teil der Warrawoona Group, die stratigraphisch unterhalb des Strelley-Pool-Chert liegt. Die Dresser Formation ist auffindbar im North Pole Dome des East Pilbara Terrane.
Der ungefähr 3.420 Millionen Jahre alte Strelley-Pool-Chert bildet eine graue und weiße Einheit innerhalb der zur Pilbara Supergroup gehörenden Warrawoona Group im Pilbara-Kraton.

## Klima

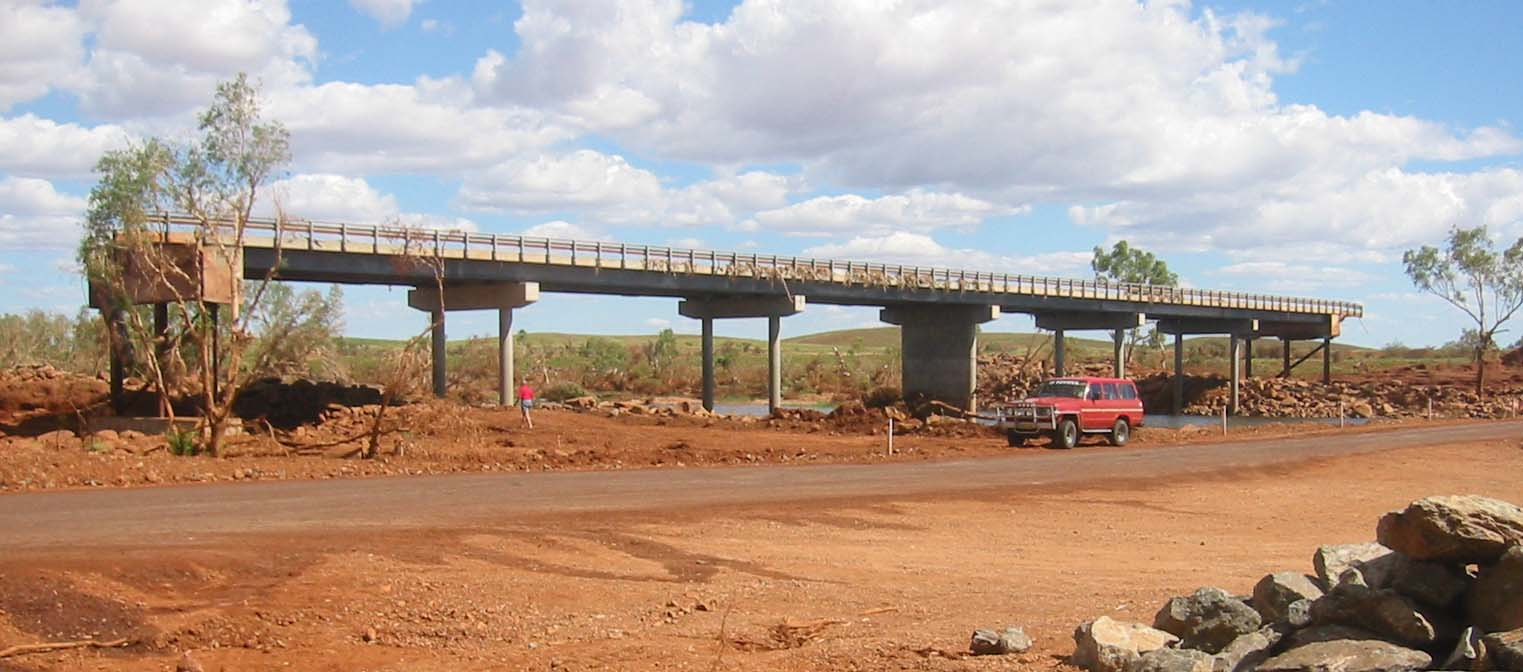
Durch Zyklon Monty 2004 zerstörte Brücke über den Maitland River

Das Klima der Pilbara ist semiarid bis arid und wird von hohen Temperaturen bei wenig Regen und niedriger Luftfeuchtigkeit bestimmt. Im Sommer erreicht fast jeder Tag Temperaturen von über 32 °C, aber auch extrem heiße Tage mit 45 °C und mehr sind üblich. In der Stadt Marble Bar, die als einer der heißesten Orte weltweit gilt, wurde zwischen dem 31. Oktober 1923 und dem 7. April 1924 an 160 aufeinander folgenden Tagen eine Temperatur von mindestens 37 °C registriert. Die höchste in Marble Bar gemessene Temperatur wurde mit 49,2 °C gleich zweimal aufgezeichnet: am 11. Januar 1905 und am 3. Januar 1922.
Sturzfluten und Überschwemmungen gefährden die Region in Zeiten von Starkregen, der gelegentlich zwischen November und Mai auftritt. Außerdem gelangt die Küste von Pilbara, wie der größte Teil der Nordküste Australiens häufig unter den Einfluss von tropischen Zyklonen, die jedoch durch die relativ niedrige Bevölkerungsdichte selten großräumige Zerstörungen oder den Verlust von Menschenleben verursachen.

## Wirtschaft
Die Industrie der Region wird dominiert vom Bergbau und der Ölindustrie. Die Pilbara verfügt über die weltweit größten Vorkommen an Eisenerz, die vor allem im Bereich um die Bergbaustädte Tom Price und Newman abgebaut und über Port Hedland verschifft werden. Diese Vorkommen wurden von Lang Hancock entdeckt, der dadurch zu einem der bedeutendsten Industriellen Australiens aufstieg.
Die Bergbauunternehmen Rio Tinto Group und BHP Billiton verfügen in der Region über einige der größten Eisenerz-Tagebaue der Welt. Neben den großen internationalen Unternehmen betreiben auch die lokalen Gesellschaften Fortescue Metals Group und Roy Hill Tagebaue in Pilbara. Letztere Gesellschaft ist im Besitz von Gina Rinehart, der Tochter von Lang Hancock. 
Neben der Industrie verfügt die Wirtschaft der Pilbara über einen starken Tourismussektor, vor allem im Bereich der Nationalparks Karijini und Millstream-Chichester sowie der Dampier-Archipel mit Murujuga, einer Halbinsel, die die weltgrößte Anzahl von prähistorischen Petroglyphen beherbergt, und des Ningaloo Reef.

## Namensherkunft
Der Name der Region entstammt dem Aborigine-Wort für den Fisch Meeräsche.

## Geschichte
Zwischen dem 20. und 22. März 1912 wurde die Küste Pilbaras von einem Zyklon heimgesucht, der einen langen Küstenabschnitt verwüstete, zahlreiche Schiffe versenkte und mindestens 150 Menschenleben forderte. Das bekannteste durch den Wirbelsturm versenkte Schiff war der Passagierdampfer Koombana der Adelaide Steamship Company, der nördlich von Port Hedland mit allen 138 Menschen an Bord unterging und bis heute nie gefunden wurde.
Ende Mai 2020 berichteten australische Medien, dass Rio Tinto am 24. Mai 2020 in der Juukan-Schlucht 46.000 Jahre alte indigene Kulturstätten sprengen ließ. Auf Grund der Reaktion der Öffentlichkeit und der Investoren musste Rio Tinto dann schließlich am 11. September 2020 bekanntgeben, dass aufgrund des Vorfalls sowohl der Vorstandsvorsitzende Jacques wie auch zwei andere Manager das Unternehmen zeitnah verlassen werden.